# Capbis
Pour les articles homonymes, voir Capbis (homonymie).
Capbis est une ancienne commune française du département des Pyrénées-Atlantiques. Le 1er janvier 1973, la commune fusionne avec Bruges et Mifaget pour former la nouvelle commune de Bruges-Capbis-Mifaget, sous l'égide de la loi Marcellin.

## Géographie
Le village est situé à l'est du département, à vingt-sept kilomètres au sud-est de Pau et à quatre kilomètres au sud de Bruges.

## Toponymie
Le toponyme Capbis provient de Cap deü Béez (tête du Béez en gascon) et apparaît sous les formes 
Cabbis (XIIe siècle, d'après Pierre de Marca), 
Grangia Capbisii (1235, réformation de Béarn), 
L'espitau de Capbiis (1385, censier de Béarn) et La cappere et grange apperat de Nostre Dame de Capbiis (1536, réformation de Béarn).
On peut rapprocher Capbis à d'autres toponymes du sud ouest comme Cabestany (Pyrénées-Orientales, de Cabestagnio 927), Caplong (Gironde), Capbreton (landes) et ailleurs, comme Cap-d'Ail (Alpes-Maritimes, Cabo d'Ail 1259).
On constate comme dans Cabpis, une alternance de formes anciennes écrites Capb- et d'autres en Cab-, dont les secondes s'expliquent, soit par une assimilation de [p] à [b], soit par une variante dialectale cab- pour cap-. D'ailleurs, que ce soit en gascon ou en français local, le p graphique de Capbis n'est jamais prononcé : on dit « cabbis ».

## Histoire
En 1127, Gaston IV le Croisé, vicomte du Béarn, fonde l’abbaye de Sauvelade entre Orthez et Navarrenx. L’abbaye, installée dans les forêts, est placée sous l’ordre monastique des Bénédictins et dispose de petits territoires dispersés dans la contrée sur lesquels sont implantées des « granges » où travaillent et vivent des paysans sous la conduite d’un « grangier » : « Chaque grange est une entité autonome du temporel : elle reçoit pour elle les dons en terres cultivables et boisées et surtout un grand nombre de droits d’usage, de paître et de passage » (Hommes et animaux dans la vie quotidienne de la Gascogne romane de V. Labarrière)
L’une de ces « granges » est établie sur le chemin menant d'Oloron à Lourdes, près d’un lieu nommé alors Cap deü Béez (tête du Béez) qui deviendra plus tard Capbis. La rivière Béez naît dans ce lieu en apparaissant au pied de la montagne sous la forme d’une résurgence assez importante, connue de nos jours sous le nom de  « Oueil de Béez ». Le territoire de la grange est prélevé sur le territoire d’Asson (350 arpents soit environ 133 ha)
En 1195, une donation vicomtale fixe les droits de la « grange du Cap deü Béez » sur les montagnes proches et les limite au col de Hourna et au ruisseau du Bazest en accordant des droits de coupe (soutrage) et de pacage sur des « herms » d’Asson et de Louvie. Les « herms » étaient des terres communes dont l’usage  était organisé selon un droit coutumier.
En 1357, Gaston X Fébus, vicomte de Foix-Béarn, fonde la bastide de Bruges dont la Charte de création donne des droits aux nouveaux habitants sur les montagnes d’Asson de Louvie Juzon et de Castet et, de ce fait, sur les « herms » dont dispose la « grange  de Sauvelade » Les cisterciens de Sauvelade (qui ont succédé en 1286 aux bénédictins) usent alors avec prudence de leurs droits sur les « herms » en évitant les conflits avec les communautés voisines d’Asson, Bruges et Louvie.
En 1385, on dénombre trois feux, c’est-à-dire trois familles vivant dans trois maisons proches de la « grange de Sauvelade »  nommée aussi « l’espitaü de Capbius », ce qui peut laisser supposer qu’elle sert de refuge aux pèlerins cheminant sur la voie du piémont pyrénéen vers Saint-Jacques de Compostelle.
De 1569 à 1599, pendant la Réforme, la « grange de Capbis » est vendue et ses droits sur les « herms » sont récupérés par les communautés voisines d’Asson, Bruges et Louvie.
En 1651, l’Abbé Commendataire de Sauvelade Jacques de Boyer, chanoine de Saint Etienne de Toulouse, à qui Louis XIII a attribué l’abbaye de Sauvelade, choisit de résider dans la « grange de Capbis ». Il entreprend de valoriser le terroir de Capbis, provoquant ainsi la résistance des communautés voisines qui y pratiquaient sans entrave leurs activités pastorales depuis la Réforme.
En 1663, l’abbé de Sauvelade Jacques de Boyer et son aumônier Barboutan sont assassinés avec une rare violence par seize spadassins locaux mandatés par les communautés voisines de Bruges, Asson et Louvie.(Référence : « Le Crime des Seize – La « Mourt de l’Abbé de Sauvelade » de Christian Desplat aux éditions Cairn)
En 1768, l’ancienne « grange de Capbis » retrouve tous ses droits immémoriaux, devient une communauté et obtient la fondation d’une église paroissiale sous le nom de « Notre Dame de l’Assomption ».
En 1973, la commune de Capbis fusionne par association avec les communes voisines de Bruges et de Mifaget pour former la nouvelle commune  de  Bruges-Capbis-Mifaget
En 2014, Capbis est un village d’environ 80 habitants, à la fois résidentiel et agricole, tourné vers le proche village de Bruges pour l’accès aux services de proximité (secrétariat de mairie, agence postale, écoles, commerces, installations sportives, etc.)

## Administration
| Période                                  | Période | Identité     | Étiquette | Qualité |
| ---------------------------------------- | ------- | ------------ | --------- | ------- |
| 1945                                     | 1965    | G. RECHOU    |           |         |
| 1965                                     | 1972    | Jean CROUXET |           |         |
| Les données manquantes sont à compléter. |         |              |           |         |

| Période                                  | Période  | Identité         | Étiquette | Qualité |
| ---------------------------------------- | -------- | ---------------- | --------- | ------- |
| 1973                                     | 1983     | Jean CROUXET     |           |         |
| 1983                                     | 200?     | Jean DESAUNOIS   |           |         |
|                                          | En cours | Michel Ithurbide |           |         |
| Les données manquantes sont à compléter. |          |                  |           |         |

## Démographie
| 1793 | 1800 | 1806 | 1821 | 1831 | 1836 | 1841 | 1846 | 1851 |
| ---- | ---- | ---- | ---- | ---- | ---- | ---- | ---- | ---- |
| 236  | 219  | 195  | 196  | 212  | 230  | 254  | 252  | 242  |

| 1856 | 1861 | 1866 | 1872 | 1876 | 1881 | 1886 | 1891 | 1896 |
| ---- | ---- | ---- | ---- | ---- | ---- | ---- | ---- | ---- |
| 211  | 238  | 239  | 205  | 212  | 220  | 220  | 210  | 180  |

| 1901 | 1906 | 1911 | 1921 | 1926 | 1931 | 1936 | 1946 | 1954 |
| ---- | ---- | ---- | ---- | ---- | ---- | ---- | ---- | ---- |
| 200  | 171  | 159  | 132  | 105  | 126  | 126  | 102  | 81   |

| 1962 | 1968 | - | - | - | - | - | - | - |
| ---- | ---- | - | - | - | - | - | - | - |
| 73   | 62   | - | - | - | - | - | - | - |

## Culture locale et patrimoine

### Patrimoine religieux
L'église Notre-Dame, possède des éléments provenant du XIIe siècle.

## Pour approfondir